# Vila Nova da Barca
Vila Nova da Barca is een plaats (freguesia) in de Portugese gemeente Montemor-o-Velho en telt 365 inwoners (2001).

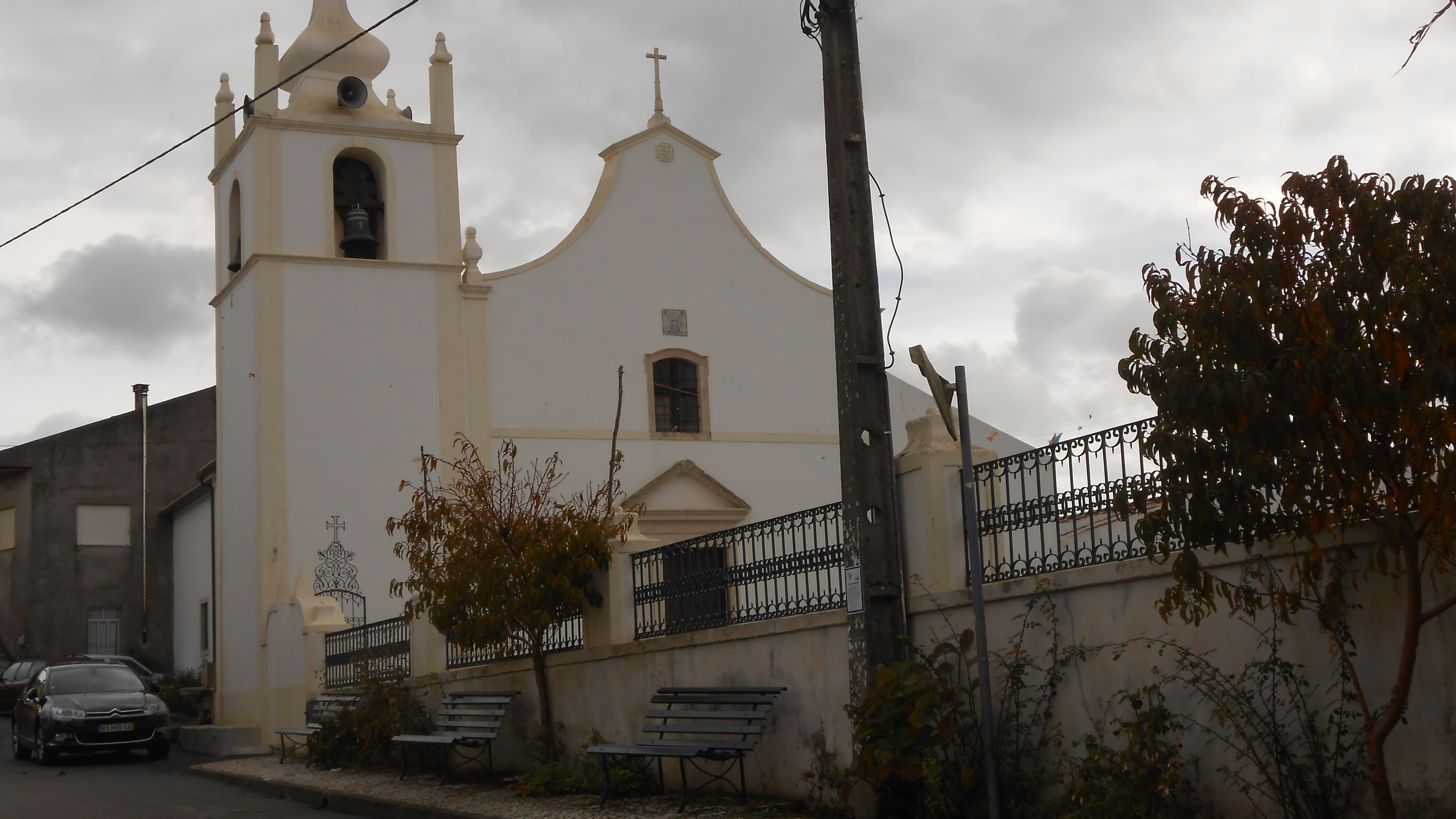
Kerk in Vila Nova da Barca
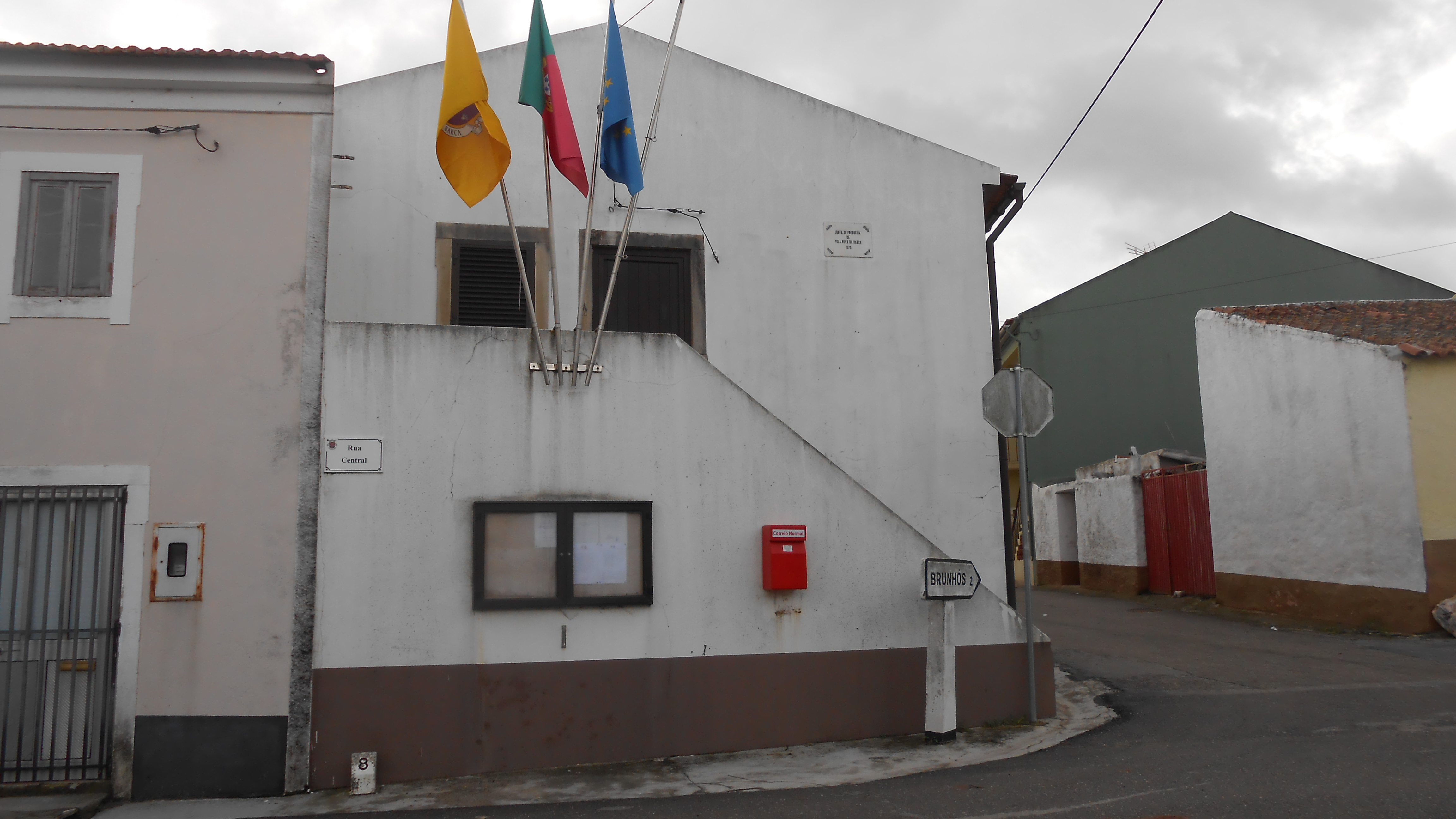
Gemeentehuis